# 99designs
99designs è la più grande piattaforma online che offre servizi di grafica e che funziona tramite crowdsourcing. La sede principale dell'azienda è a San Francisco, con uffici a Melbourne, Berlino e Rio de Janeiro. Attualmente la piattaforma conta più di un milione di grafici registrati, provenienti da tutto il mondo.

## Descrizione
L'azienda utilizza il metodo del crowdsourcing per mettere in contatto clienti e designer per la realizzazione di progetti di grafica. I clienti redigono un brief creativo, per esempio per un logo design, un sito web o una t-shirt ed i designer competono per realizzare la proposta migliore, lavorando insieme al cliente che da il suo feedback alle proposte presentate. Il concorso termina con la scelta di un vincitore che si aggiudica il premio in denaro messo in palio. Tra gli altri servizi offerti della piattaforma vi sono anche i progetti 1-to-1, che danno la possibilità ai clienti di lavorare individualmente con i designer.

## Storia
99designs è stata fondata nel 2008 a Melbourne (Australia), dagli imprenditori seriali Mark Harbottle e Matt Mickiewicz. L'azienda ha aperto l'ufficio a San Francisco, negli Stati Uniti nel 2010 e nel 2011 si è aggiudicata finanziamenti per 35 milioni di dollari da parte di Accel Partners (Facebook, Groupon, Dropbox) e altri importanti investitori. Nel 2015 Accel Partners ha effettuato un ulteriore investimento nella piattaforma di design grafico. Nello stesso anno 99designs ha ricevuto il finanziamento di 10 milioni di dollari da parte di Recruit Strategic Partners
Nell'agosto del 2012, 99designs ha acquisito il marketplace di servizi creativi europeo 12designer, a cui ha fatto seguito l'istituzione dell'ufficio europeo di Berlino e il lancio delle versioni localizzate del sito in francese, tedesco, spagnolo, olandese e italiano. Nello stesso anno 99designs ha acquisito la piattaforma di design grafico LogoChef estendo così la propria offerta al mercato di lingua portoghese. Nel 2015 99designs ha registrato un fatturato di oltre 50 milioni di Euro ed ha chiuso l'anno con quello che fino ad ora è il record dell'azienda per quanto riguarda il fatturato. Sempre nel 2015 è iniziata la collaborazione con l'azienda tedesca di web hosting Jimdo.